# Движение Сопротивления во время Второй мировой войны

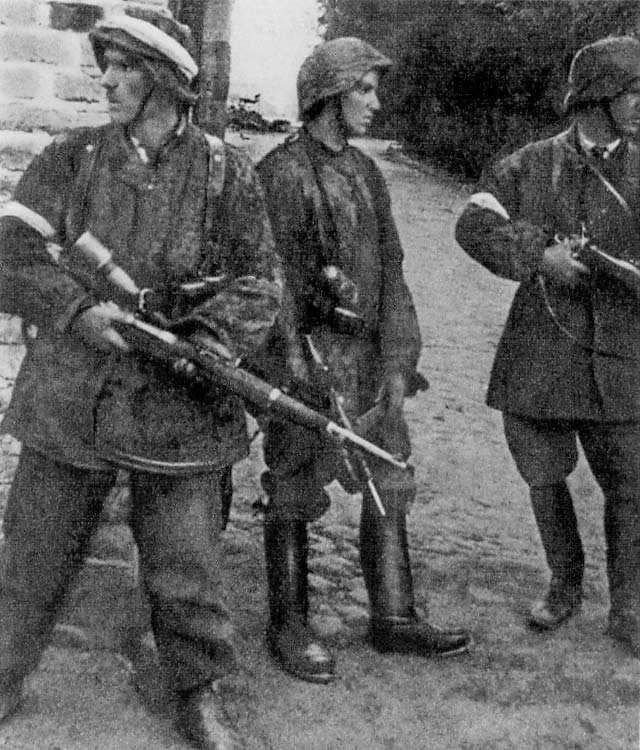
Польские солдаты Армии Крайовой в 1944 году.

Движе́ние Сопротивле́ния, также просто сопротивление (англ. resistance) и Антифашистское Сопротивление — термины, применяемые к прежде всего к различным движениям и подпольным группам, действовавшим во время Второй мировой войны на территориях Европы, оккупированных нацистской Германией и государствами «оси» («фашистским блоком»), на стороне Антигитлеровской коалиции, государства которой часто поддерживали эти движения, против оккупантов и коллаборационистов; к Сопротивлению также относят схожие движения в странах Азии, оккупированных Японской империей (также членом «оси»), и антифашистские движения граждан самих стран «оси», направленные против их государств и правительств, в том числе граждан Германии против нацистского режима. Сопротивление не образовывало единого движения, и, более того, могло включать в себя различные конкурирующие и враждующие группы разной идеологической ориентации: так, в ряде стран между собой противоборствовали коммунистические движения, поддерживаемые СССР, и некоммунистические, которым могли оказывать поддержку Великобритания и США.
Помимо того, к сопротивлению могут относить и политические движения, действовавшие и против СССР и прибегавшие к коллаборационизу, например, в ряде случаев сотрудничавших с оккупантами югославских четников, действовавших против югославских партизан-коммунистов (но не против СССР), или украинское националистическое движение, действовавшее против СССР и также против нацистов, в некоторых случаях сотрудничавшее с ними. Во время войны и после неё также существовали политические движения, действовавшие исключительно или прежде всего против СССР и сталинского режима, которые называют «антисоветским сопротивлением» (или «антикоммунистическим сопротивлением»).
Движение Сопротивления принимало различные формы: антифашистская пропаганда и агитация, издание и распространение подпольной литературы, забастовки, диверсии и саботаж на предприятиях, выпускавших продукцию для оккупантов, и на транспорте, вооружённые нападения с целью уничтожения предателей и представителей оккупационной администрации, сбор разведывательных сведений для армий стран антигитлеровской коалиции, партизанская война, гражданское неповиновение, помощь бежавшим военнопленным и сбитым пилотам. Высшей формой движения Сопротивления было всенародное вооружённое восстание.
В восточноевропейских и балканских странах наибольший размах приобрели движения в СССР, Польше, Югославии и Греции, а в западноевропейских странах — в Италии и Франции. Отдельные отряды, разведывательно-диверсионные и организаторские группы для действий на оккупированных территориях Европы создавались в Великобритании. Самый известный из таких отрядов, чешский, в 1942 году совершил покушение в Праге на имперского протектора Богемии и Моравии Рейнхарда Гейдриха, после которого в Чехословакии началось партизанское движение.
В ряде стран (Франция, Италия, Чехословакия, Бельгия, Дания, Норвегия и др.) между различными политическими течениями в движении Сопротивления устанавливалось сотрудничество в борьбе против оккупантов. В других же случаях (Югославия, Албания, Польша, Греция) находившиеся в эмиграции легитимные правительства этих стран при поддержке британского Управления специальных операций создавали на оккупированных государствами фашистского блока территориях своих стран собственные организации Сопротивления, а созданные при поддержке СССР силы Сопротивления, возглавляемые компартиями, их не признавали. В этих странах ещё до окончания Второй мировой войны фактически началась гражданская война.
Международный день движения Сопротивления отмечается ежегодно 10 апреля.

## Первый период (1939 — июнь 1941 года)
Первый период являлся периодом накопления людских ресурсов, пропагандистской и организационной подготовкой к массовой борьбе.
- После оккупации немцами Польши в 1939 году был создан подпольный «Союз вооружённой борьбы». В 1939—1940 годах движение охватило Силезию. В 1940 году был саботаж на предприятиях и ж/д транспорте. Польские крестьяне отказывались платить непомерные налоги, саботировали продовольственные поставки.
- В Чехословакии началось формирование групп, которые устраивали саботаж на заводах, транспорте и т. д.
- В Югославии отряды партизан состояли из воинов и офицеров, которые не сложили оружие после окончания войны и ушли в горы для продолжения борьбы.
- Во Франции первыми участниками движения являлись рабочие Парижского района, департаментов Нор и Па-де-Кале. Одной из первых крупных демонстраций была посвящённая окончанию Первой мировой войны 11 ноября 1940 года. В мае 1941 года произошла забастовка свыше 100 тысяч горняков департаментов Нор и Па-де-Кале. Во Франции в мае того же года был создан Национальный фронт — массовое патриотическое объединение, которое сплачивало французов различных социальных слоёв и политических взглядов. Прототип военной организации — «Специальная организация» была создана в конце 1940 года (позже вошла в организацию «Франтирёры и партизаны»).
- Также на борьбу поднялись Албания, Бельгия, Греция, Нидерланды и другие страны, которые оккупировали немецкие, итальянские или японские войска, а также другие войска «Нацистского блока».
- Больших масштабов достигло сопротивление Китая против японских империалистов. С 20 августа по 5 декабря 1940 года китайская армия начала наступление на японские позиции.

## Второй период (июнь 1941 — ноябрь 1942 годов)
Второй период, прежде всего, связан с нападением Германии на СССР 22 июня 1941 года. Борьба Красной армии с вермахтом, особенно битва под Москвой, позволили сплотить движение Сопротивления и сделать его общенациональным. Освободительную борьбу многих других народов возглавили:
- Национальный фронт (в Польше, Франции и Италии)
- Антифашистское вече народного освобождения (Югославия)
- Национально-освободительный фронт Греции и Албании
- Фронт независимости (Бельгия)
- Отечественный фронт (Болгария)

### СССР
В общей сложности, в 1941—1944 годах на оккупированной территории СССР действовали 6 200 партизанских отрядов и соединений, численность партизан и подпольщиков оценивается в 1 миллион человек. Свыше 184 тысяч партизан и подпольщиков были награждены орденами и медалями СССР (249 из них стали Героями Советского Союза).
В антифашистском движении Сопротивления на территории зарубежных стран принимали участие свыше 40 тысяч граждан СССР.

### Югославия
27 июня 1941 года в Югославии был сформирован Главный штаб народно-освободительных партизанских отрядов. 7 июля под их руководством началось вооружённое восстание в Сербии, 13 июля — в Черногории, после действия распространились на Словению, Боснию и Герцеговину. К концу 1941 года в стране действовало до 80 тысяч партизан. 27 ноября того же года было создано Антифашистское вече народного освобождения Югославии.

### Польша
Основной силой польского Сопротивления была Армия Крайова. В 1942 г. была также создана Гвардия Людова, а с 1944 года вместо неё действовала Армия Людова.

### Другие страны Европы
В Албании увеличивались масштабы борьбы. В Греции возглавил борьбу Национально-освободительный фронт. Возникшие отряды были в декабре 1941 года объединены в Народно-освободительную армию.

### Азия
Расширялось движение Сопротивления в странах Восточной и Юго-Восточной Азии, особенно в Китае. Японцы предприняли наступление, однако ценой больших потерь смогли захватить лишь только Северный Китай.
В Малайе на базе сформировалась Антияпонская армия народов Малайи. Также был организован антияпонский союз. Весной 1942 года после оккупации Индонезии народ сразу поднялся на борьбу. Проводился саботаж на предприятиях и заводах, поднимались крестьянские восстания, однако всё это жестоко подавлялось японцами. В 1942 году началась борьба с японцами в Бирме, особенно на западе и в центре, где формировались партизанские отряды. На Филиппинах был создан единый антияпонский фронт, а также в марте 1942 года была создана национальная армия Хукбалахап.
При поддержке США было создано партизанское движение «Свободный Таиланд»: Таиланд входил в «ось», и движение было направлено на свержение Пибунсонграма и прояпонских правительств Таиланда.

## Третий период (ноябрь 1942 — конец 1943 года)
Данный период связан с коренными изменениями в пользу антигитлеровской коалиции: победа под Сталинградом, на Курской дуге и так далее. Поэтому движение Сопротивления резко активизировалось во всех странах (в том числе и в самой Германии). В Югославии, Албании, Болгарии были созданы народно-освободительные армии на базе партизанских отрядов; в Румынии, входившей в «ось», был создан Патриотический антигитлеровский фронт. Увеличивались масштабы движения во Франции,Бельгии, Норвегии, Дании; в Греции, Албании, Югославии и Северной Италии освобождались целые территории от оккупантов.

### Чехословакия
После убийства Гейдриха началась «гейдрихиада» и началось развитие партизанского движения. Первые партизанские группы появились в 1942 году.

### Австрия
В 1938 году фашистское Федеративное государство Австрия было оккупировано и аннексировано Третьим Рейхом, после чего там появились множество инакомыслящих и подпольных групп, в том числе и вооружённых, выступавших за воссоздание свободной Австрии.
Одной из крупнейших таких групп был Австрийский фронт свободы, изначально имевший название Австрийское движение за независимость. Эта партизанская группировка была организована одним из руководителей австрийской компартии Францом Хоннером в 1942 году, который был заброшен в Австрию из СССР; группа поддерживалась СССР и тесно сотрудничала с партизанами Тито в Югославии, и на стороне Тито воевали два австрийских батальона. В 1943 году организация переоформилась, к ней присоединились политики разных взглядов, основной целью была провозглашена независимость Австрии. К концу войны Австрийский фронт свободы был единственной вооружённой подпольной организацией

### Германия
После поражения Третьего Рейха в Сталинградской битве пораженческие настроения и масштабы сопротивления растут, но не вырастают в массовое движение. Из военнопленных ряд солдат и офицеров решают перейти на сторону СССР, и из них создаётся Национальный комитет «Свободная Германия», но до декабря 1943 года он будет заниматься лишь пропагандой; создаются одна из крупнейших левых подпольных организаций Антифашистский Немецкий Народный Фронт и связанный с ним Братский союз военнопленных, совместными усилиями стремившиеся устроить массовое восстание в Южной Германии; на христианских позициях стоят группа «Белая роза» и Кружок Крейзау, которые не прибегают к насильственным методам.

### Страны Азии
В Китае освобождалось всё больше территорий. В 1943 году движение началось и в Корее, начались забастовки и саботажи. Вьетнам смог изгнать японцев к северу от страны. В Бирме в 1944 году образовалась Антифашистская лига народной свободы. Активизировались Филиппины, Индонезия и Малайя.

## Четвёртый период (конец 1943 года — сентябрь 1945)
Данный период характеризуется завершающим этапом войны: победа над нацизмом и позже победа над Японией. В этот период активизируется движение в странах «оси»: в Румынии и Болгарии происходят госперевороты, Венгрия для предотвращения подобного оказывается оккупирована Третьим Рейхом, из-за чего там тоже начинается вооружённое сопротивление, но не достигает такого размера, как в других странах. Вооружённую борьбу против Третьего Рейха ведут и немецкие граждане.

### Румыния
В Румынии не было массового антифашистского движения; из румынских военнопленных, согласившихся перейти на сторону СССР, было создано две дивизии РККА — 1-я румынская добровольческая пехотная дивизия имени Т. Владимиреску и 2-я румынская добровольческая пехотная дивизия «Хория, Клошка ши Кришан» — обе после войны вошли в состав армии Румынской НР. В августе при содействии короля Румынии произошёл госпереворот против Антонеску, известный как Августовское восстание.

### Болгария
В марте 1943 года прокоммунистический Отечественный фронт объединяет партизанские отряды в единое формирование — Народно-освободительную повстанческую армию (НОВА). 9 сентября 1944 года Отечественный фронт и НОВА организовали просоветский госпереворот, после которого Болгария присоединилась к Антигитлеровской коалиции.

### Венгрия
Весной 1944 года, чтоб предотвратить переворот, подобный произошедшим в Румынии и Болгарии, Третий Рейх оккупировал Венгрию и установил марионеточное правительство. Скоро насильственные действия против нацистов начали группы, которые можно назвать партизанскими, однако эта тема на данный момент всё ещё нуждается в исследовании, и антифашистское движение в Венгрии не было массовым. Из СССР также забрасывались партизанские отряды, сформированные членами венгерской компартии. Готовившие восстание лидеры Сопротивления в Венгрии, организаторы Венгерского фронта, Э. Байчи-Жилински и Я. Кишш, были ликвидированы спецслужбами.

### Чехословакия
В 1944 году партизанское движение в Чехословакии приобретает внушительные размеры: Словацкие партизаны устраивают Словацкое национальное восстание 1944 года, в Богемии и Моравии создаются крупнейшие партизанские формирования — 1-я чехословацкая партизанская бригада имени Яна Жижки и Партизанская бригада им. Яна Жижки – Пола. В конце войны происходит Пражское восстание; по итогам восстания и Пражской операции Богемия и Моравия и Словакия освобождены, воссоздаётся единое государство Чехословакия.

### Польша
В августе 1944 года начинается Варшавское восстание, организованное Армии Крайовой (АК) и представительством польского правительства в изгнании; восстание было подавлено. К тому моменту АК лишилась поддержки СССР, и правительство в изгнании теряет влияние и на западных союзников; на занятых РККА территориях Польши создаётся Польский комитет национального освобождения, руководимый просоветской Польской рабочей партией (ПРП), также организовавшей Армию Людову; после войны при содействии СССР ПРП установит Польскую Народную Республику.

### Италия
Осенью 1943 года, после свержения Муссолини и капитуляции Италии перед британо-американскими союзниками и последующей оккупации северной половины Италии немецкими войсками, активизировалось итальянское Сопротивление, а летом 1944 года была создана партизанская армия численностью свыше 100 тысяч человек, в апреле 1945 года началось национальное восстание, приведшее к освобождению от оккупантов.

### Германия
Внутри Германии оппозиция нацизму смогла добиться немногого, так как режим с помощью террора, политики «кнута и пряника» и массовой пропаганды и насилия удерживал власть до самого падения. Однако создавались группы сопротивления в концлагерях, способствовавшие саботажу и побегам заключённых. Попытка убийства Гитлера и военного переворота, предпринятая 20 июля 1944 года, оказалась неудачной. Следствием провала заговора стали казнь большинства заговорщиков и репрессии против остальных участников германского Сопротивления.
Вне Германии увеличивается число перебежчиков к антифашистским силам, и они создают организации для содействия Антигитлеровской коалиции и Сопротивлению: Национальный комитет «Свободная Германия» в декабре 1943 года создаёт небольшие вооружённые Боевые группы, забрасываемые в тыл вермахта, где они выполняют функции ДРГ и советских партизан, также занимаясь пропагандой и разложением армии изнутри; на протяжении 1944 года они предпринимали провальные попытки начать партизанское движение в Восточной Пруссии. С начала 1945 года «Свободная Германия» организует группы и роты, которые на фронте помогают РККА. На основе «Свободной Германии» в оккупированной Греции создаётся Антифашистский комитет «Свободная Германия» для организации немецких граждан на стороне греческих партизан, а в оккупированной Франции — Комитет «Свободная Германия» для Запада.

### Австрия
Австрийское Сопротивление, как и германское, не добилось значительных успехов, хотя и существовало. Помимо сотрудничавших с Тито партизан (см. выше) и других группировок в Штирии, Южной Каринтии и Зальцхаммере, на протяжении 1943—1944 годов регулярно проводивших вооруженные акции и акты саботажа, существовали и заговорщики в армии, однако австрийское военное подполье было ликвидировано после провала Операции «Радецкий» в апреле 1945 года, организации сдачи Вены советским войскам вместо запланированного разрушения. По официальным данным, примерно 2700 австрийцев были казнены и 16000 умерли в заключении.

### Другие страны
- Югославия — Национальный комитет освобождения Югославии, после 7 марта 1945 года — Временное правительство Демократической Федеративной Югославии;
- Албания — организация законодательного органа и коммунистического правительства;
- Греция — благодаря поражению стран Оси в северной Африке, высадке союзников на Сицилии, победе на о. Мальта и продвижению южного фланга советских войск к концу октября 1944 года оккупанты были уничтожены и была восстановлена монархия;
- Франция — в 1943 году движение активизировалось, верхом стало Парижское восстание августа 1944 года, которое при продвижении войск Антигитлеровской коалиции освободило Париж;
- Бельгия — действовало около 50 тысяч партизан, в сентябре 1944 года при приближении британских войск вспыхнуло восстание;
- Филиппины — армия Хукбалахап в 1944 году очистила от оккупантов остров Лусон, но успех закрепить не удалось.
- Индокитай — объединение в освободительную армию Вьетнама.
- Китай — после вступления СССР в войну с Японией армия Китая получила возможность полностью очистить территорию от оккупантов.
- Вьетнам — восстание в августе 1945 года и провозглашение республики.
- Индонезия — 17 августа 1945 года провозглашена республика.
- Малайя — освобождение от оккупантов к августу 1945 года.
- В Японии не было насильственного сопротивления Японской империи: внутри Японии репрессиям подвергались политические диссиденты и инакомыслящие[англ.]; из японских военнопленных в Китае китайские и японские коммунисты в 1944 году сформировали Союз освобождения японского народа[англ.], однако он вооружённой борьбой не занимался.

## Результаты движения Сопротивления
Маршал Советского Союза Георгий Жуков невысоко оценил военный вклад движения сопротивления в оккупированной Европе. Жуков говорил послу Югославии в СССР Мичуновичу в 1957 году, что движение сопротивления в оккупированной Европе не оказало особого влияния на исход войны и не сократило потери Красной армии.

## Антисоветское сопротивление
Различные политические движения, действовавшие в годы Второй мировой войны и после неё, которые вели вооружённую борьбу с СССР и существовавшими при его поддержке «коммунистическими государствами» в странах Восточной Европы, установленными по итогу Второй мировой войны, в зарубежной историографии. преимущественно, называют антисоветским сопротивлением (англ. anti-Soviet resistance) и антикоммунистическим сопротивлением (англ. anti-communist resistance). Прежде всего это относится к таким движениям, как Лесные братья в Прибалтике, Украинская повстанческая армия (и другим) в Западной Украине, «проклятые солдаты» в Польше, а также к партизанам-антикоммунистам в Румынии и «горянам» в Болгарии (начало которых отсчитывается с 1944 года, когда советские войска вступили на территории этих двух стран).
Зачастую антисоветские движения носили националистический характер. В первые годы Второй мировой войны СССР оккупировал и аннексировал новые территории, и антисоветские настроения сосредоточились прежде всего в городах, сопротивление организовывали интеллигенция, офицеры и студенты; с 1944 года антисоветские настроения сосредоточились прежде всего в деревне, и основную массу антисоветских партизанских движений составляли фермеры и крестьяне различного статуса, хотя командирами в Польше и Балтии оставались офицеры, а лидерами украинских националистов — профессиональные революционеры. У участников движений были различные мотивации, от идеологических до страха перед репрессиями за коллаборационизм и противодействия коллективизации, что было наиболее актуально для крестьян; многие члены УПА были призваны в неё принудительно, в то время как Армия Крайова в Польше состояла главным образом из добровольцев.
Антисоветские движения на территории советских республик могли прибегать и к коллаборационизму с Третьим Рейхом: так, ОУН(б), организовавшая УПА, сотрудничала с немецкими оккупационными властями в 1941 и 1944—1945 годах на тактическом уровне после провальной попытки организовать независимое украинское государство посредством коллаборационизма (см. Украинское государственное правление и Дружины украинских националистов), а в 1945 году лидеры украинских националистических движений приняли участие в организации Украинской национальной армии вермахта и её Украинского национального комитета; националисты Прибалтики почти не вели действий против Третьего Рейха и вместе с оккупационными властями вели борьбу против советских партизан, а в дальнейшем коллаборационисты составили ядро антисоветского сопротивления в Прибалтике; к сотрудничеству с немцами, в отличие от других польских антикоммунистических движений, прибегала и крайне правая NSZ в Польше. В то же время такие движения сопротивления могли выступать и против обеих сторон во время войны: в 1943 году ОУН(б) разрешила действия УПА против немецких войск, хотя и называя первым врагом СССР, и действия УПА стали серьёзной проблемой для оккупантов, кроме того, УПА могли сотрудничать и с советскими партизанами (см. Действия украинских националистов против немецких оккупантов).
С 1991 года тема антисоветских движений играет большую роль в политике памяти, и например, в Литве и Украине нарративы, базирующиеся вокруг этих движений и идеи «сражения и страдания», в настоящее время имеют государственную поддержку, в то время как в РФ поддерживается старый нарратив вокруг идеи «Великой Отечественной войны».

### Россия
При утверждениях о якобы существовании «Республики Россоно», антисоветские русские движения, существовавшие в годы ВОВ, о которых известно достоверно, полностью опирались на коллаборационизм.
Вооружённую борьбу против СССР вели сторонники оккупационного Локотского самоуправления, ликвидированного в 1943 году по итогу освобождения региона от оккупации. Хотя движение строилось прежде всего вокруг «бригады Каминского», которая в итоге вошла в состав СС, у него было и своё партизанское движение (см. Локотское самоуправление#После ВОВ и Отряд Николая Козина), действовавшее до 1951 года. Идеологией движения считался русский нацизм, им руководила Национал-социалистическая трудовая партия России.
Одним из наиболее известных антисоветских политических движений стало движение главным образом перебежчиков из Красной армии, сосредоточенное вокруг генерала Андрея Власова и его «Комитета освобождения народов России»; как советское «сопротивление» сталинизму его характеризует историк Мартин Малиа, Кирилл Александров называет его «трагической попыткой создания политического антисталинского сопротивления». Это движение не создало своих партизанских формирований, а сторонники Власова вступали в вермахт или занимались пронацистской пропагандой; хотя движение не было идейно профашистским и надеялось перейти под покровительство Запада, оно добилось лишь организации русских вермахта в де-юре независимую «Русскую освободительную армию» только к началу 1945 года; самой крупной операцией власовцев и единственным их выступлением против нацистов стало участие в Пражском восстании на стороне чешского сопротивления уже в самом конце войны.

### Румыния
Вооружённое движение в Румынии началось в 1944 году, когда король Михай I организовал переворот против Иона Антонеску, после чего советские войска вступили на территорию Румынии, а страна перешла на сторону Антигитлеровской коалиции. В ранние годы движение сосредоточилось в Северной Трансильвании. По советским источникам, в боях с партизанами местные власти между 1944 и 1946 годами потеряли 2000 человек, и СССР пришлось задействовать собственные силы.

## Движение Сопротивления в разных странах

### На оккупированных территориях
- Австрия[англ.]
  - Австрийский фронт свободы
- Албания
  - Национально-освободительная армия Албании
  - Балли Комбетар (1939—1943)
  - Легалитети
- Движение Сопротивления (Греция)
  - ЭЛАС
  - ЭККА
  - ЭДЭС
  - Движение Сопротивления на Крите
- Движение Сопротивления (Бельгия)
  - Фронт независимости
  - Белая бригада
- Польша
  - Армия крайова (до 14 февраля 1942 года — Союз вооружённой борьбы)
  - Армия людова (до 1 января 1944 года — Гвардия Людова)
  - Национальные вооружённые силы
  - Крестьянские батальоны
  - Еврейская боевая организация
  - Еврейский воинский союз
  - Конфедерация народа
  - Польское подпольное государство
  - Рабоче-крестьянская боевая организация
  - Союз освободительной борьбы
  - Союз Рабоче-крестьянских советов «Молот и серп»
  - Союз независимой социалистической молодёжи «Спартакус»
  - Общество друзей СССР
- Антияпонская армия народов Малайи
- Филиппины
  - Народная антияпонская армия (Хукбалахап)
- Движение Сопротивления (Италия)
  - Альпийская дивизия «Monte Ortigara»
  - Гарибальдийские бригады
- Движение Сопротивления (Франция)
  - Маки (Вторая мировая война)
  - Фран-тирёр
- Движение Сопротивления (Чехословакия)
  - 1-я чехословацкая партизанская бригада имени Яна Жижки[англ.]
  - Партизанская бригада им. Яна Жижки – Пола
- Движение Сопротивления (Нидерланды)
  - Внутренняя армия[англ.]
- Советские партизаны в Великой Отечественной войне (Советское движение Сопротивления)
- Югославия
  - Народно-освободительная армия Югославии
  - Югославские войска на Родине

### В странах «оси»
- Движение Сопротивления (Болгария)
- Движение Сопротивления (Венгрия)
- Движение Сопротивления (Германия)
- Движение Сопротивления (Румыния)[англ.]
- Свободный Таиланд
- Диссидентское движение в Японской империи[англ.]
  - Организации японцев, созданные в Китае: Союз освобождения японского народа[англ.][23]

## Память
4 сентября 2019 года в мемориальном комплексе Дахау прошла траурная церемония, посвящённая 75-летней годовщине расстрела 92 военнопленных красноармейцев — руководителей подпольной организации «Братский союз военнопленных».